# Hus Aren

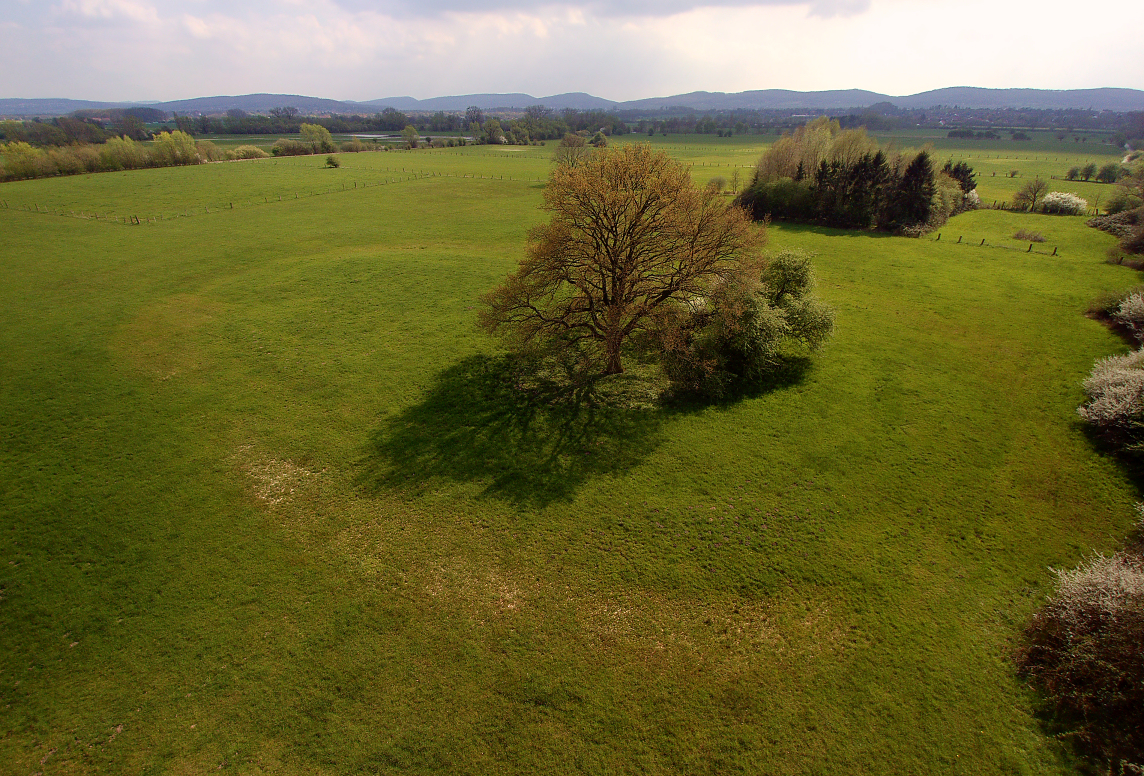
Luftbild der Burgstelle mit Bodenverfärbungen vom Burggraben

Hus Aren, auch Burg Arnheim, früher Arnhem genannt, ist der Burgstall einer mittelalterlichen Niederungsburg südöstlich des Bückeburger Ortsteils Nordholz. Archäologische Befunde deuten auf eine Entstehung der Befestigungsanlage im 12. Jahrhundert. Geschichtlichen Quellen zufolge saßen auf der Burg die Herren von Arnheim als regionales Adelsgeschlecht. Nach ihrer Verdrängung durch die Grafen von Schaumburg kam es 1302 zur Schleifung der Burg.

## Lage und Beschreibung
Die Burgstelle liegt etwa 3,5 km nordwestlich von Schloss Bückeburg im vernässten Niederungsgebiet der Bückeburger Aue, das überwiegend als Weidefläche genutzt wird. Sie findet sich etwa 400 Meter östlich des Bückeburger Ortsteils Nordholz auf einer Wiese unmittelbar an einem Feldweg. Der Burghügel, der als flache Erhebung von etwa 0,5 Meter Höhe auszumachen ist, hat eine ovale Form von etwa 60 auf 80 Meter Größe. Darauf steht eine kleine Gehölzgruppe mit einem markanten Einzelbaum. Der umgebende Burggraben ist in einem Teilbereich als Kontur deutlich erkennbar, etwa im Frühjahr bei Hochwasser. Ein weiterer, äußerer Ringgraben im Gelände ist nur noch zu erahnen.
Es wird vermutet, dass die Lage der Burg strategisch gewählt worden war, um eine Handelsstraße von Minden in Richtung Osten zu kontrollieren. Sie soll als Hellweg durch den heutigen Bückeburger Ortsteil Petzen geführt haben.

## Geschichte
Mitte des 12. Jahrhunderts wurde ein Edelherrengeschlecht bekannt, das auf der Alten Bückeburg bei Obernkirchen saß. Als Angehöriger des Geschlechts hatte der Ritter Hermann von Arnheim (* um 1150; † 1213/1216) die Burg vom Askanier Dietrich von Werben, einem Sohn Albrecht I., zum Lehen erhalten. 1180 ging die Burg an das Stift Obernkirchen über, und Hermann von Arnheim musste sie verlassen. Er zog in die Bückeburger Niederung, wo sich später um 1600 die Siedlung Nordholz bildete. Ob die Burg Arnheim, heute unter dem Namen Hus Aren bekannt, bei der Ankunft von Hermann von Arnheim um 1180 bereits bestand, ist nicht bekannt. Der Burgname steht für das Haus derer von Arnheim. Die erstmalige urkundliche Erwähnung der Burg erfolgte 1273. Darin bescheinigte Herzog Johann von Braunschweig-Lüneburg dem Bischof von Minden, dass er keine Rechte an der Burg habe. Weitere auf Hus Aren bzw. der Burg Arnheim entstandene Urkunden datieren auf die Jahre 1255 und 1257. Etwa zu dieser Zeit erwarben die Grafen von Schaumburg Besitzrechte an der Burg. Bereits 1244 kamen sie laut einer Urkunde mit dem Bischof von Minden überein, gemeinsam eine Burg zu erbauen, wobei es sich um die benachbarte Nygenburg gehandelt haben könnte. Als es Ende des 13. Jahrhunderts zwischen dem Bischof von Minden und den Grafen von Schaumburg zum Streit über die Burg Arnheim kam, beschlossen beide Parteien ihre Schleifung, die 1302 erfolgte.
Als die Grafen von Schaumburg Mitte des 13. Jahrhunderts Anteil an Hus Aren erhielten, verdrängten sie das dort ansässige Geschlecht derer von Arnheim. Nach 1300 findet es sich nicht mehr in der schriftlichen Überlieferung, und es wird vermutet, dass es in der städtischen Oberschicht von Stadthagen aufging.

## Ausgrabungen

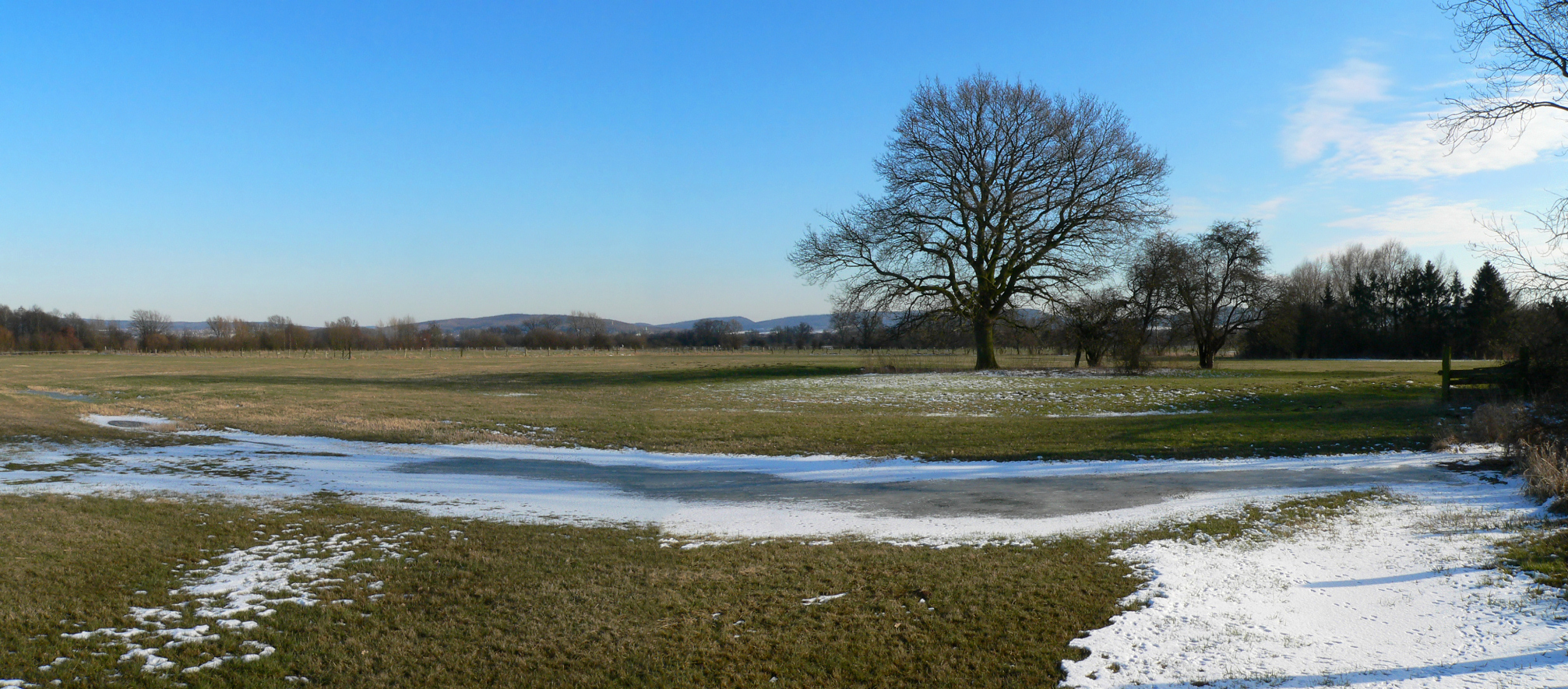
Der flache Burghügel von Hus Aren mit Baumgruppe, davor Eintiefung des früheren Burggrabens im Winter als Eisfläche (2013)

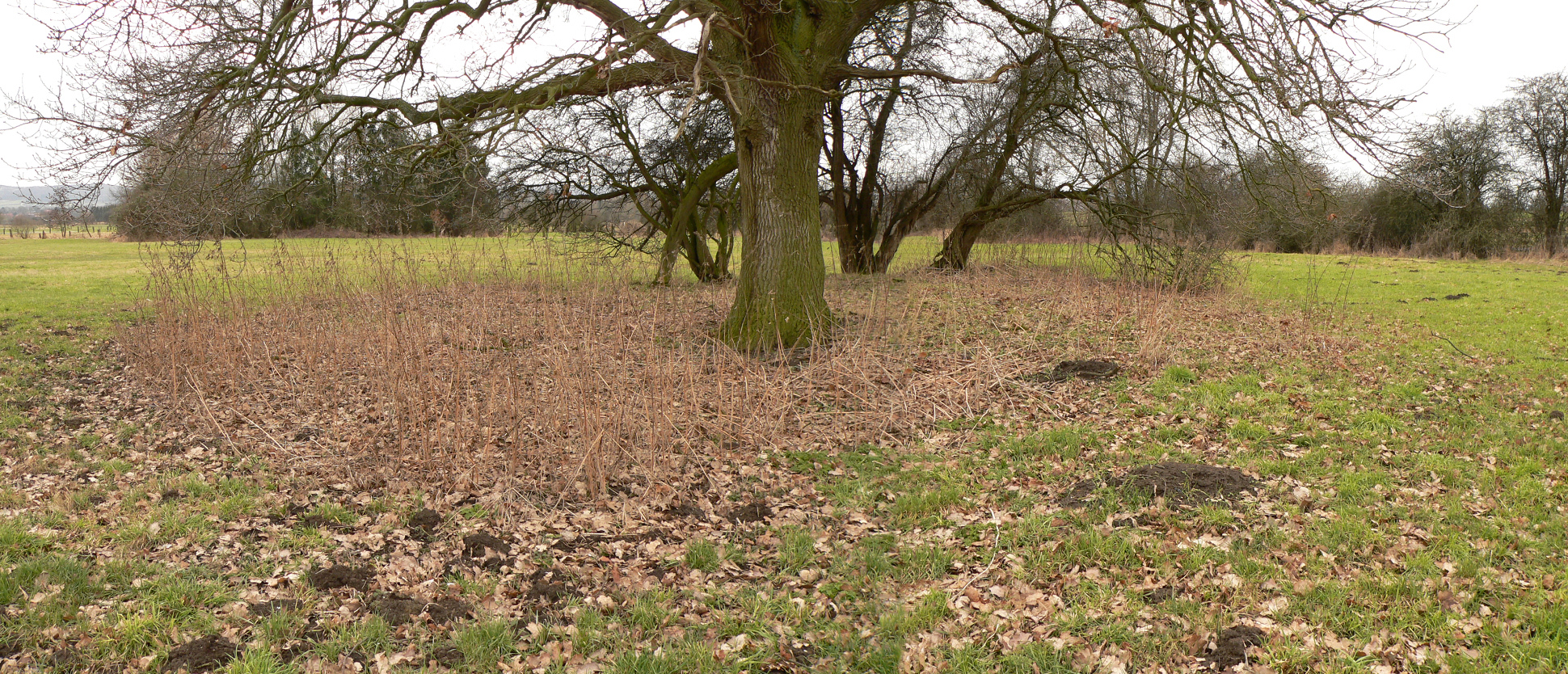
Der flache Burghügel mit Baumgruppe

Erste Nachforschungen zur Burg unternahm der Verein für Geschichte, Landeskunde und Altertümer von Schaumburg-Lippe im Jahre 1880. Zu archäologischen Untersuchungen an der Burgstelle kam es 1892 durch den Bückeburger Sanitätsrat Reinhard Weiß (1848–1909), der eine fünftägige Ausgrabung auf dem Burghügel und im Vorgelände unternahm. 1905 setzte der Heimatforscher Friedrich Mosebach aus Bückeburg die Ausgrabungen fort und fertigte Pläne der Anlage an, auf denen er mögliche Außenwerke in Form von Wirtschaftshöfen einzeichnete. Weitere Grabungen nahm zwischen 1950 und 1955 der damalige Leiter des Staatsarchivs Bückeburg, der Archivrat Franz Engel, vor. Alle Ausgrabungen sind nur unzureichend dokumentiert worden. Die zahlreichen Fundstücke kamen ins Museum Bückeburg und in das Niedersächsische Landesmuseum in Hannover.

### Nygenburg
Bei den 1905 vorgenommenen Ausgrabungen an der Burgstelle Hus Aren will der Heimatforscher Friedrich Mosebach anhand von Bodenunebenheiten in der Niederung unmittelbar am Ort Nordholz eine weitere Burgstelle entdeckt haben. Er sah darin die überlieferte Nygenburg. Jüngere Untersuchungen ab dem Jahre 2011 konnten die Fundstelle nicht bestätigen.

## Funde

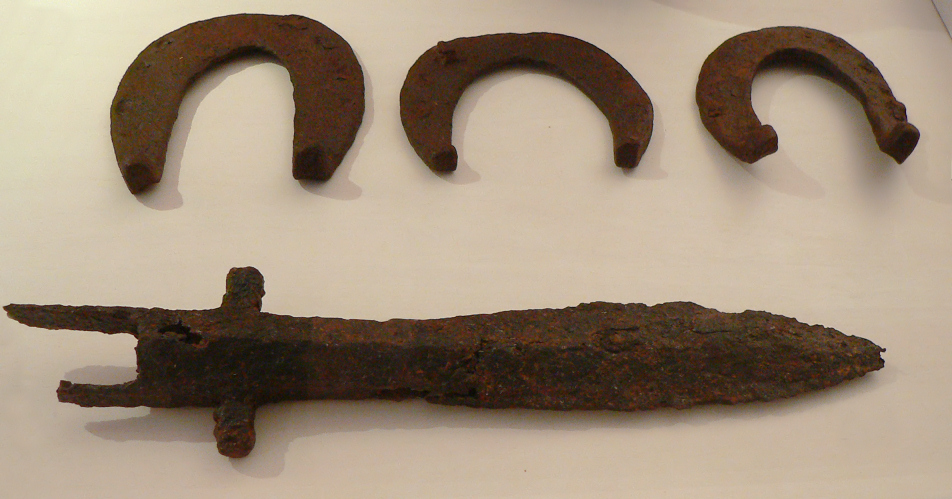
Hufeisen und Flügellanzenspitze, Fundstücke von Hus Aren im Museum Bückeburg

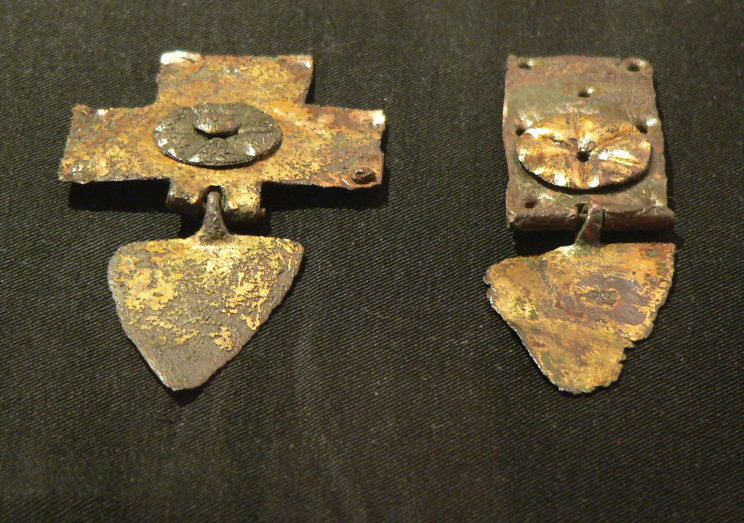
Vergoldete Zaumzeugteile

Die Grabungen von 1892 und die Untersuchungen in den 1950er Jahren legten Teile der Ringmauer und Mauerfundamente frei, wobei vorgefundenes Sandsteinmauerwerk auf einer Pfahlkonstruktion ruhte. Einzelne Mauerreste wurden als ein früherer sechseckiger Turm gedeutet. Entdeckt wurden außerdem die Fundamente eines kleinen Gebäudes mit Feuerstelle sowie die eines weiteren Gebäudes mit einer Fläche von 5 × 8 Metern. Reste von Schieferplatten wurden als Dacheindeckung gedeutet.
Im Bereich der Burgstelle und im Umfeld wurden bisher insgesamt rund 720 mittelalterliche Keramikfragmente gefunden, darunter ein kompletter Krug. Dazu gehören auch Lesefunde von 1995, die auf einer Wiese in etwa 150 Meter südwestlicher Entfernung lagen. Die ältesten Keramikfunde der Burgstelle datieren Hus Aren in die Mitte des 12. Jahrhunderts. Bei weiteren Keramikfunden von Kugeltöpfen, Krügen und Kannen handelt es sich um Siegburger Steinzeug. Funde aus dem Hauswirtschaftsbereich waren mehrere tönerne Spinnwirtel. Bei den gefundenen Eisenteilen handelte es sich um Reitzubehör wie Sporen, Hufeisen und Zaumzeugteile, eine Axt, Schlüssel und Beschläge. Zu aufgefundenen Waffenteilen gehören Geschossspitzen aus Metall, wobei nicht unterschieden werden kann, ob es sich um Pfeilspitzen oder Armbrustgeschosse handelte. Eine aufgefundene Flügellanzenspitze hatte eine Länge von insgesamt 36 cm. Einige bis zu 25 cm lange Schwertklingen waren fast vollständig korrodiert. Das Fundspektrum ist typisch für eine Burganlage des 13. Jahrhunderts und unterscheidet sich deutlich von dem eines ländlichen Siedlungsplatzes.

## Neuere Untersuchungen
Seit etwa 2006 gibt es neuere Untersuchungen zur Erkundung der Burgstelle von Hus Aren. Seit 2009 finden sie unter Führung der Kommunalarchäologie der Schaumburger Landschaft statt. Unterstützung leistet der Arbeitskreis Hus Aren als Zusammenschluss regionaler Heimatforscher. Seit 2011 werden Prospektionen durchgeführt, um den Burghügel von Hus Aren und das weitere Umfeld zu erkunden. Dies erfolgte bisher ausschließlich zerstörungsfrei, wie durch eine Reliefkartierung, aus der sich ein dreidimensionales Geländemodell generieren ließ. Sie ergab, dass der Burghügel rund einen Meter über der Sohle des umlaufenden Grabens liegt. Der Burghügel ist in zwei höhere Stellen unterteilt. Der umlaufende, aber nur noch einen halben Meter tiefe Burggraben hat eine Breite von 5 bis 10 Metern.
Eine im Jahre 2011 vorgenommene geomagnetische Vermessung erfasste einen rechteckigen Bereich von etwa 250 × 400 Metern um den Burghügel. Diese ließ die Grundrisse einer Burg mit Vorburg sowie eine polygonale Struktur, bei der es sich um ehemalige Gartenanlagen handeln könnte, erkennen. Auf dem Burghügel wurden zwei parallel verlaufende lineare Strukturen erkannt, die als Reste von Befestigungsanlagen gedeutet werden. Im Umfeld fanden sich verschiedene Bodenanomalien, die unter anderem frühere Gewässerverläufe, Stein-, Ofen- und Schlackenreste vermuten lassen.
Im Februar 2013 wurden mittels oberflächennaher Bohrungen weitere Erkundungsarbeiten durchgeführt. Im Juni 2013 war beabsichtigt, dabei angetroffene Auffälligkeiten detaillierter zu erkunden.

## Touristische Erschließung

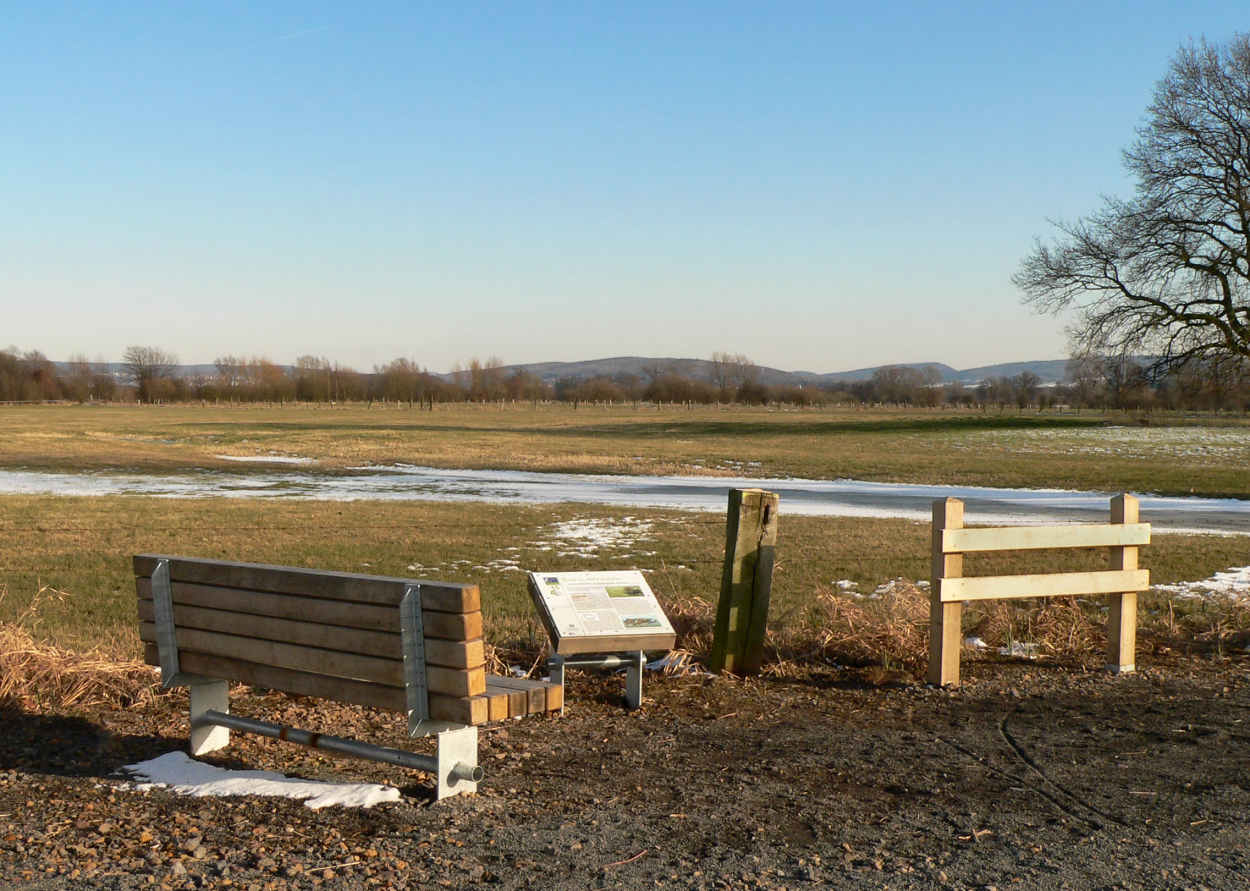
Neu eingerichteter Rastplatz mit Informationstafel an der Burgstelle

Am Tag des Denkmals im Jahre 2008 wurde die frühere Burgstelle von Hus Aren durch den Rintelner Arbeitskreis Archäologie erstmals der Öffentlichkeit vorgestellt und seit 2011 werden die Fundstücke früherer Ausgrabungen im Museum Bückeburg neu präsentiert. Seit 2009 unterstützt die Stadt Bückeburg mit rund 50.000 Euro weitere Erkundungen, um die Anlage touristisch zu erschließen. Dies wird im Rahmen des EU-Programms LEADER gefördert. Zum Förderprogramm gehören auch die 2011 begonnenen, weitergehenden Geländeuntersuchungen, um ein Bild von der Burg und der Lebensweise ihrer Bewohner zu erhalten. Außerdem wurden Feldwege hergerichtet, die das Objekt an zwei Radrundwege zu historischen Themen anbinden. Dabei entstand für Besucher ein Rastplatz mit einer Informationstafel. Die Burgstelle selbst ist bisher nicht zugänglich, da sie als Wiese genutzt wird.

## Sage
Der Prediger Holzapfel der St. Cosmas und St. Damian Kirche in Petzen schrieb um 1750 die Sage vom Hus Aren nach Erzählungen alter Bewohner der Gegend auf. Erstmals ist sie 1751 in einem Buch zur Bückeburger Geschichte veröffentlicht worden. Vergleichbar mit ähnlichen Erzählungen zum Forttragen von Männern durch Frauen lautet sie in Kurzform:

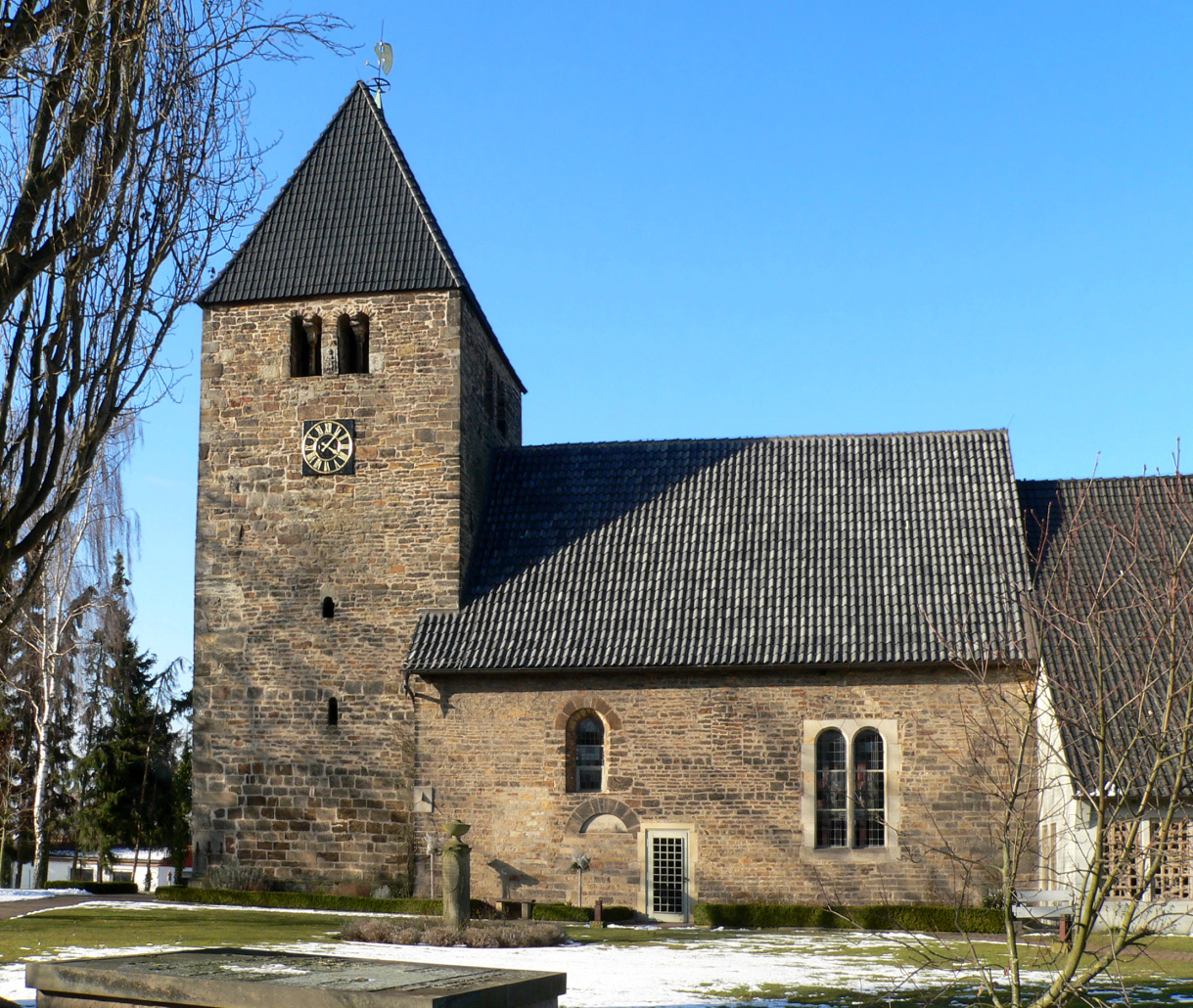
Kirche St. Cosmas und St. Damians in Petzen

Die Burg Hus Aren lag in der Niederung zwischen Bückeburg und Minden. Über Jahrhunderte lebten auf ihr keine regierenden Herren, sondern Raubritter und Seeräuber. Der letzte Graf nannte sich Arnum oder Annois. Er und seine Frau ließen sich nicht christlich bekehren, sondern beteten Sonne und Mond an, während sie in ihrer Burg ein Schwein auf einem Altar opferten. Als der Graf während eines Raubzuges abwesend war, überredeten Geistliche die Gräfin, die christliche Religion anzunehmen und sich taufen zu lassen. Daraufhin stiftete sie sieben Kirchen, darunter die Kirche in Petzen, wo sie zwei Steinbilder am Turm anbringen ließ. Eines zeigt ihren Ehemann mit einer Lanze in der Hand, das andere zeigt beide Eheleute an einem Altar, auf dem ein Opferferkel liegt mit Sonne und Mond darüber. Der Graf ließ anschließend das Rauben nicht. Daraufhin belagerten die Hansestädte seine Burg, um sie zu zerstören und ihn zu töten. Vor Hunger ergaben sich die Burginsassen, nachdem ihnen freies Geleit, Mitnehmen was sie tragen können und Anpflanzen eines Eichelgartens zugesichert wurde. Die Gräfin entschied sich dafür, in einer Kiepe ihren Mann mitzunehmen, was ihm das Leben rettete. Die Burg wurde zerstört und ein Eichelgarten angepflanzt, der später Teil des Schaumburger Waldes wurde.
Von der Zeitstellung her fällt die 1181 erstmals urkundlich erwähnte Kirche in Petzen in die Zeit des Bestehens der Burg Hus Aren. Die Sage interpretiert ein hoch am Kirchturm der Kirche angebrachtes Tympanon, das Hermann und Demut von Arnheim kniend am Bett eines Kranken darstellen soll. Laut der Sage handelt es sich um das Ehepaar, das ein Schwein auf dem Altar opfert. Beides ist unrichtig. Es handelt sich um eine Darstellung der antiken Ärzte Cosmas und Damian, denen die Kirche geweiht ist. Das andere Steinrelief zwischen den Schallluken des Kirchturms stellt einen Mann mit einer Flügellanze und einem Hund oder Hasen in der Hand dar. Die Sage sieht darin den Grafen mit einer Lanze und einem Opfertier.